# Monomma robinsoni robinsoni
Monomma robinsoni robinsoni es una subespecie de coleóptero de la familia Monommatidae.

## Distribución geográfica
Habita en Madagascar.